# Liturgia Uprzednio Poświęconych Darów
Boska Liturgia Uprzednio Poświęconych Darów – nabożeństwo pochodzące z czasów apostolskich. Można przypuszczać, że biskup rzymski św. Grzegorz I Wielki, Dialogos, usystematyzował porządek tej liturgii podczas swojego pobytu w Konstantynopolu. Liturgia ta sprawowana jest w określone dni powszednie Wielkiego Postu i Wielkiego Tygodnia, z wyjątkiem święta Zwiastowania Bogurodzicy. Rozpoczyna się z nieszporów i po dwóch czytaniach ze Starego Testamentu (cs. Paremijach) i odśpiewaniu Ps. 140 - od 2. wersu: „Niech dopełni się moja modlitwa jak kadzidło przed Tobą, wzniesienie moich rąk, ofiara wieczorna” - nabożeństwo przechodzi w liturgię, podczas której wierni przyjmują Eucharystię. Korzystają oni ze Świętych Darów uprzednio przygotowanych podczas niedzielnej Boskiej Liturgii św. Bazylego Wielkiego, bądź św. Jana Chryzostoma. Dary od niedzieli, do nabożeństwa spoczywają na ołtarzu, w chronionym świętym naczyniu (cs. Darochranitielnicy). 
W tradycji rzymskiej i mariawickiej zachowano celebrację Mszy Uprzednio Poświęconych Darów (Mszy Prekonsekracyjnej), którą sprawuje się wyłącznie w dzień Wielkiego Piątku.